# تامس اس. مانسن

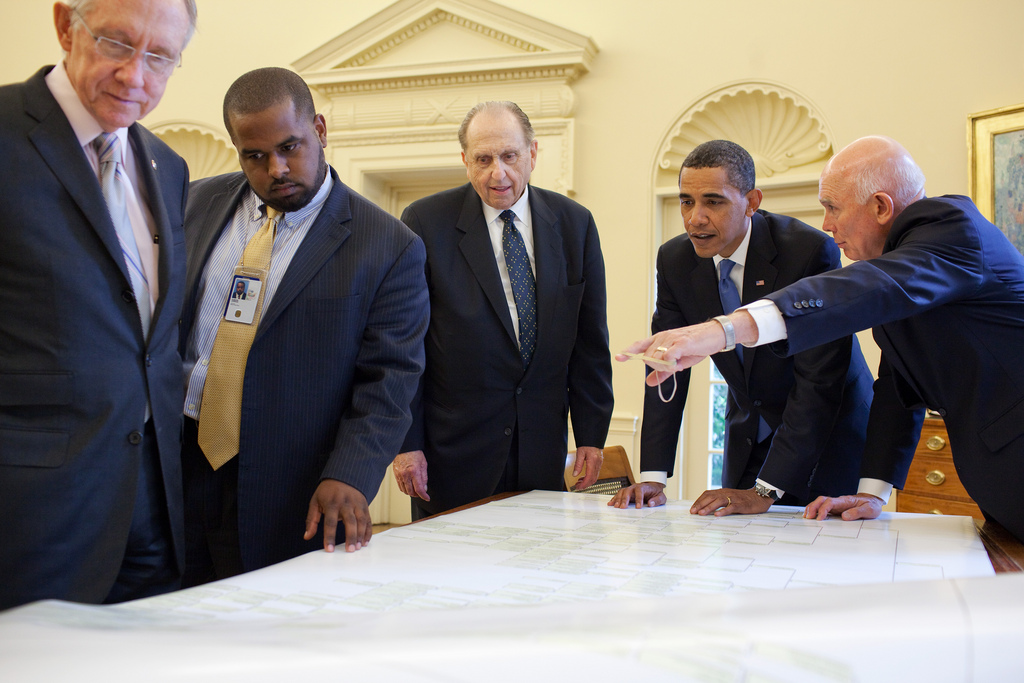
تامس مانسن در کنار باراک اوباما، رئیس‌جمهور و هری رید رهبر اکثریت سنا.

تامس اس. مانسن (۲۱ اوت ۱۹۲۷ – ۲ ژانویه ۲۰۱۸) رهبر مذهبی و نویسنده آمریکایی و رئیس شانزدهم کلیسای عیسی مسیح قدیسان آخر الزمان . پیروان دین، او را به عنوان رئیس، «رسول، پیغمبر و افشاگر» خواست خداوند بر روی زمین می‌دانند. او که حرفه اش چاپخانه داری است، بیشتر زندگیش را در فعالیتهای گوناگون مرتبط با رهبری کلیسا و در خدمات عمومی سپری کرده‌است.
مانسن در ۳۶ سالگی به عنوان یکی از حواریون مقرر شد و در دوره ریاست سه رئیس کلیسا در هیئت رئیسه کلیسا فعالیت کرد. او در ۳ فوریه ۲۰۰۸ جایگزین گوردون بی. هینکلی به عنوان رئیس کلیسا شد.
مانست چهار دکترای افتخاری و بوفالوی نقره‌ای پسران پیشاهنگ آمریکا و گرگ نقره‌ای سازمان جهانی نهضت پیشاهنگی را دریافت کرده‌است. او عضو هیئت اجرایی ملی پسران پیشاهنگ آمریکاست.
او رئیس هیئت مدیره نظام آموزشی کلیساست و توسط رونالد ریگان به کارگروه ریاست جمهوری آمریکا برای ابتکارات بخش خصوصی منصوب شد. او در معبد سالت لیک سیتی ازدواج کرد و سه فرزند دارد.